# خالد یحیی بلانکنشپ
خالد یحیی بلانکنشپ (به انگلیسی: Khalid Yahya Blankinship) (متولد ۱۹۴۹ میلادی در سیاتل، واشینگتن آمریکا) استاد مطالعات اسلامی در دانشگاه تمپل می‌باشد. بلانکنشب مدرک دکترا اش را در تاریخ (با تخصص در اسلام) از دانشگاه واشنگتن در سال ۱۹۸۸ میلادی دریافت کرد.
بلانکنشب که متولد آمریکا بوده در سال ۱۹۷۳ میلادی به اسلام گرویده‌است.